# Прошин, Алексей Валерьевич
Алексе́й Вале́рьевич Про́шин (род. 25 сентября 1974, Красноярск) — российский конькобежец. Мастер спорта России международного класса.

## Биография
Родился 25 сентября 1974 года в Красноярске. До 1995 года тренировался под руководством Рябинина Александра Николаевича, позже — под руководством Владимира Алексеевича Сибиркина. Окончил Институт физической культуры, спорта и туризма Сибирского федерального университета.
Завершил спортивную карьеру в 2008 году. С 2010 по 2022 год член технического комитета Союза конькобежцев России. С 2020 года — Почётный судья России.
Президент федерации конькобежного спорта Красноярского края.

## Личные рекорды
| Дистанция               | Результат | Дата               | Город          |
| ----------------------- | --------- | ------------------ | -------------- |
| 500 м                   | 35,07     | 11 января 2007     | Коломна        |
| 1000 м                  | 1.08,56   | 10 марта 2007      | Солт-Лейк-Сити |
| 1500 м                  | 1.48,87   | 6 ноября 2005      | Калгари        |
| 3000 м                  | 4.08,71   | 14 ноября 1998     | Инцелль        |
| 5000 м                  | 7.16,55   | 6 ноября 1998      | Инцелль        |
| 10000 м                 | 15.42,19  | 13 февраля 2005    | Дивногорск     |
| Классическое многоборье | 171,336   | 2-3 декабря 2000   | Челябинск      |
| Спринтерское многоборье | 141,955   | 25-26 декабря 2006 | Коломна        |